# انوك جرينبرج
انوك جرينبرج (بالفرنسية: Anouk Grinberg)‏ هي ممثلة فرنسية، ولدت في 20 مارس 1963 في بلجيكا. من الجوائز التي نالتها وسام الفنون والآداب الفرنسي وجائزة رومي شنايدر ‏ سنة 1992.

## جوائز وترشيحات
جوائز
- وسام الفنون والآداب الفرنسي
- جائزة رومي شنايدر [الإنجليزية]‏ (1992)

ترشيحات
- جائزة سيزار لأفضل ممثلة (1992)
- جائزة سيزار لأفضل ممثلة (1994)
- جائزة سيزار لأفضل ممثلة (1997)

## وصلات خارجية
- انوك جرينبرج على موقع IMDb (الإنجليزية)
- انوك جرينبرج على موقع ألو سيني (الفرنسية)
- انوك جرينبرج على موقع أول موفي (الإنجليزية)
- انوك جرينبرج على موقع قاعدة بيانات الأفلام السويدية (السويدية)
- انوك جرينبرج على موقع قاعدة بيانات الفيلم (الإنجليزية)
- انوك جرينبرج على موقع كينوبويسك (الروسية)